# Rhipidomys ipukensis
Rhipidomys ipukensis є видом гризунів родини Cricetidae. Це ендемік бразильського штату Токантінс. Про екологію цього виду відомо небагато. Зразки були відловлені переважно в іпуках, сезонно затоплюваних фрагментах лісу, як на землі, так і в підліску. Під час спіймання у вересні дорослі самки були в період лактації.